# Kirche von Kungslena

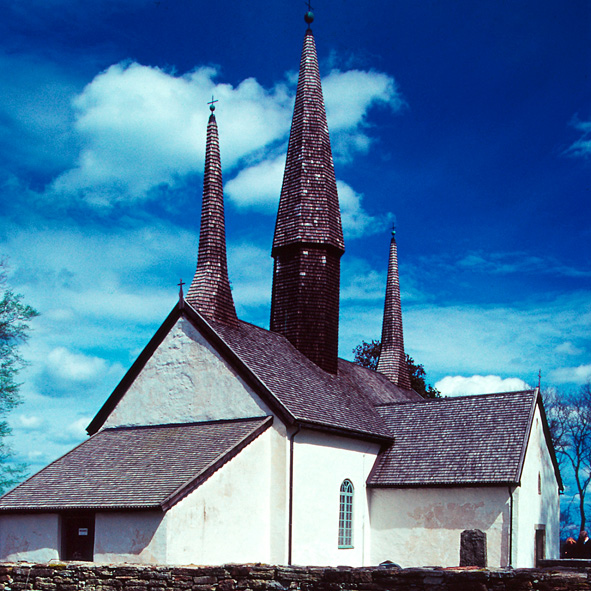
Kirche von Kungslena

Die Kirche von Kungslena liegt etwa 12 Kilometer nordwestlich der Stadt Tidaholm (Schweden) im Ort Kungslena.
Die Kirche von Kungslena wurde der Überlieferung nach von König Erik dem Lispelnden und Lahmen Mitte des 13. Jahrhunderts zum Andenken an die Schlacht von Lena errichtet. Das heutige Dach der Kirche mit den drei Dachreitern wurde erst später (wahrscheinlich im 16. Jahrhundert) gebaut. 
Das Innere der Kirche ist teilweise mittelalterlich, teilweise spätbarock. Mittelalterlich sind die mit kunstvoll geschmiedeten Beschlägen versehene Tür zur Sakristei, der Taufstein und eine Madonnenskulptur sowie fragmentarische Wandmalereien, spätbarock sind die Deckengemälde des Kirchenmalers Johan Risberg aus dem Jahr 1749 sowie der Altar und die Kanzel.